# 김용학 가옥
김용학가옥(金容鶴家屋)은 광주광역시 북구 매곡동에 있는 일제강점기의 가옥이다. 1989년 3월 20일 광주광역시의 민속문화재 제3호로 지정되었다.

## 개요
살림집과 정자가 언덕 위에 조화롭게 배치된 집으로 1900년대 초에 지었다. 동북쪽이 낮고 서남쪽이 높은 지형을 살려 낮은 곳에 사랑채와 안채를 동서 중심축에 배치하였다. 주거공간의 왼쪽에 연못과 하은정을 그 뒤쪽에는 연파정을 배치하여 자연과 어울리도록 하였다.
안채마당에서 돌계단을 따라 동산에 올라가면 오래된 벗나무에 둘러싸인 하은정과 연파정이 있다. 하은정과 연파정은 1933년에 지은 정자이다. 연파정은 원래 김용학의 아버지 김희수가 할아버지를 위하여 지었는데, 김용학이 아버지를 위하여 하은정을 지으면서 불이나 다시 지었다고 한다.
이 집은 오래되지는 않았지만 아름다운 주변경관과 조화를 이루고 있는 집이다.

## 참고 자료
- 김용학가옥 - 국가유산청 국가유산포털